# Citrus georgiana
Citrus georgiana är en vinruteväxtart som beskrevs av Mabberley. Citrus georgiana ingår i släktet citrusar, och familjen vinruteväxter. Inga underarter finns listade i Catalogue of Life.